# Едвард Арчибалд
Торонто
Едвард Блејк Арчибалд (енгл. Edward Blake Archibald; Торонто, 29. март 1884 — Торонто, 20. март 1965) је био канадски атлетичар који је био специјалиста у скоку са мотком. 

## Спортска биографија
Едвард Блејк Арчибалд се родио у кандској провинцији Онтарио у граду граду Торонту где је провео цео живот. У спортској биографији пише да је био је висок 182cm и тежак 77kg. Био је члан атлетског клуба Вест енд Вај–ем–си–еј (West End YMCA — Young Men's Christian Association), у Торонту. Најбољи резултат у скоку са мотком му је био 3,78m, који је остварио 1908. године
Арчибалд је био канадски олимпијац који је учествовао на Летњим олимпијским играма које су биле одржане у Лондону 1908. године. На тим играма је освојио бронзану медаљу а такође је био и носилац канадске заставе на свечаном отварању игара. Арчибалд је овиме постао и први носилац канадске заставе у историји учествовања Канаде на Олимпијским играма. 
Арчибалд је такође као представник Канаде учествовао на сада већ незваничним олимпијским међуиграма 1906. године, које су одржане у Атини, када се такмичио у скоку са мотком и у олимпијском пентатлону. На тим играма је у скоку са мотком био 10 а у пентатлону је освојио седмо место.